# Murdannia stenothyrsa
Murdannia stenothyrsa är en himmelsblomsväxtart som först beskrevs av Friedrich Ludwig Diels, och fick sitt nu gällande namn av Hand.-mazz. Murdannia stenothyrsa ingår i släktet Murdannia och familjen himmelsblomsväxter. Inga underarter finns listade.